# Dammam
Dammam (tiếng Ả Rập: الدمام ad-Dammām) là thủ phủ của vùng Đông thuộc Ả Rập Xê Út. Đây là thành phố lớn nhất trong vùng Đông, và lớn thứ sáu toàn quốc. Giống như các thủ phủ vùng khác, Dammam không thuộc tỉnh nào mà thuộc quyền quản lý của một chính quyền đô thị, đứng đầu là thị trưởng.
Dammam là một trung tâm quản trị lớn của ngành dầu hoả Ả Rập Xê Út. Vùng đô thị Dammam còn bao gồm cả hai thành phố Dhahran và Khobar lân cận, vùng đô thị này ước tính có 4,12 triệu cư dân vào năm 2012. Đến năm 2016, Đại Dammam là khu vực đô thị lớn thứ tư về quy mô diện tích cũng như dân số tại Hội đồng Hợp tác vùng Vịnh. Thành phố tăng trưởng với tốc độ nhanh hàng đầu tại Ả Rập Xê Út cũng như thế giới Ả Rập. Vùng đô thị Dammam có Sân bay quốc tế Quốc vương Fahd (KFIA), đây là sân bay lớn nhất thế giới về diện tích. Hải cảng Quốc vương Abdul Aziz của Dammam là cảng lớn nhất trên vịnh Ba Tư, lượng hàng hoá xuất-nhập khẩu chỉ kém cảng Jeddah trong khu vực Trung Đông và Bắc Phi.

## Lịch sử
Khi Vương quốc Ả Rập Xê Út được thành lập vào năm 1932, khu vực có một vài làng nhỏ và dựa vào nghề đánh cá và ngọc trai để sinh tồn. Sự chuyển biến của khu vực bắt đầu từ khi phát hiện dầu mỏ với trữ lượng có tính thương mại. Vùng Đông sở hữu các mỏ dầu lớn của thế giới, và đến năm 1936 tại Dhahran, Công ty Aramco, tiền thân của công ty dầu mỏ quốc doanh Saudi Aramco, đã khoan được giếng Dammam số 7 nổi tiếng, chứng minh vương quốc sở hữu nguồn cung lớn về hydrocarbon.
Phát hiện được các mỏ dầu mới về phía nam, tây và bắc của Dammam trong thập niên 1940 và 1950, dẫn đến bùng nổ về xây dựng, các mỏ này hiện chiếm một phần tư tổng trữ lượng dầu được chứng minh của thế giới. Gia đình Albinali dưới quyền Sheikh Muhammad Nasir Albinali và anh em giữ một vai trò chủ chốt trong tiến trình phát triển của thành phố Dammam và toàn vùng Đông trên một số lĩnh vực. Họ là lực lượng đầu tiên trong nước phát triển Aramco, làm đường để phục vụ phát triển kinh tế quốc gia. Cảng Dammam được mở rộng để tàu chở dầu có thể tăng tải trọng. Ngoại kiều và các nhà kỹ thuật từ khắp vương quốc và thế giới đến thành phố để giúp phát hiện các mỏ dầu mới và tiến hành khai thác. Các đường ống mới được lắp đặt, các hạ tầng kho bãi được xây dựng. Do ngày càng nhiều chuyên gia làm việc tại Dhahran lân cận, nơi có trụ sở của Saudi Aramco, họ yêu cầu xây dựng nhà ở, bệnh viện, trường học cho con của họ, cũng như các tiện nghi khác.

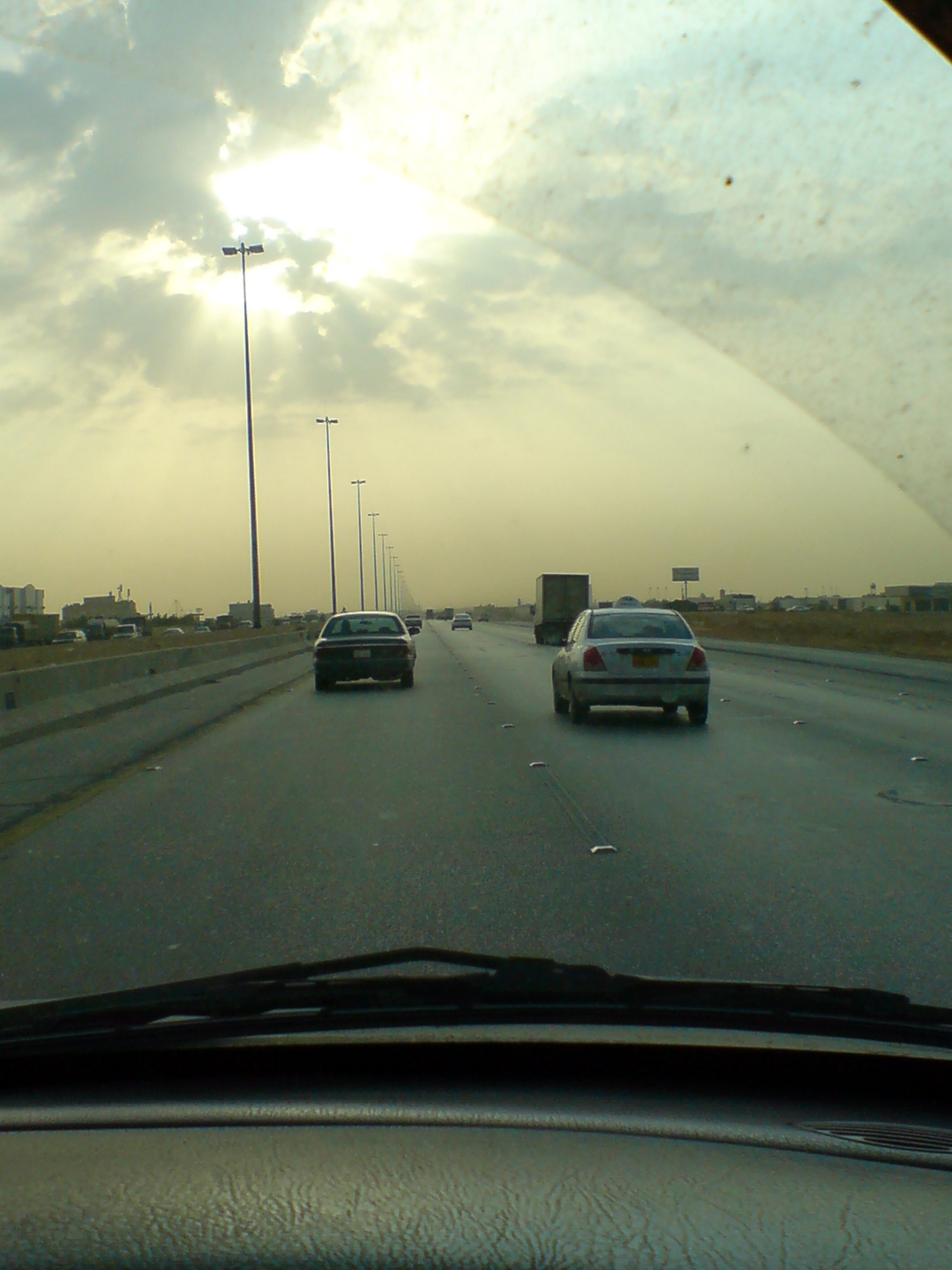
Đường cao tốc tại Dammam

Trong vòng hai thập niên từ khi phát hiện được dầu mỏ, các căn nhà bằng gạch bùn của ngư dân trên bờ biển đã nhường chỗ cho các toà nhà bằng bê tông, nhà ở hiện đại, đường cao tốc và phố thị. Trong những năm trước Chiến tranh thế giới thứ hai, sản lượng dầu của Ả Rập Xê Út rất hạn chế, do đó không có nhà máy lọc dầu và hầu hết dầu thô được đưa bằng tàu sang Bahrain, Khobar trở thành điểm vận chuyển bên phía Ả Rập Xê Út. Do xây dựng một đường ống dẫn dầu đến Bahrain và sau đó là mở rộng ngành dầu hoả thời hậu chiến, kết quả là trọng điểm của ngành vận chuyển và công nghiệp dầu hoả chuyển từ Al-Khobar về phía bắc đến Dammam và Ras Tanura.
Đến đầu thập niên 1980, Dammam là một thành phố riêng biệt song rất gần với Khobar và Dhahran, có thể đi lại giữa các thành phố trong khoảng thời gian ngắn. Việc phát hiện dầu mỏ tại Dhahran và các mỏ lân cận, và gia tăng tầm quan trọng của toàn bộ khu vực có tác động nhiều đến Dammam hơn các thành phố khác trong nước. Ba đô thị hình thành nên vùng đô thị Dammam, song duy trì bản sắc riêng và một số chức năng hành chính địa phương.
Khi sản lượng dầu hoả gia tăng, sẽ cần đến nhiều người để vận hành ngành công nghiệp này. Dân số gia tăng cần thêm nhà ở và dịch vụ. Việc thành lập các bệnh viện và trường học hạng nhất càng khuyến khích mọi người chuyển đến khu vực. Ngành dịch vụ phát triển để hỗ trợ cho công nghiệp dầu hoả và đáp ứng nhu cầu của cư dân sống trong vùng đô thị.
Thành công của vùng Dammam không giống với các thành thị dầu mỏ khác trên thế giới vì nó phát triển trên mọi lĩnh vực. Vùng Damman nay là một trung tâm đô thị và công nghiệp hiện đại, là trụ sở của ngành dầu hoả Ả Rập Xê Út. Các tuyến đường bộ và đường cao tốc liên kết vùng với các trung tâm đô thị và công nghiệp khác trong nước. Một tuyến đường sắt nối Dammam với trung tâm nông nghiệp Al-Kharj và đến Riyadh. Sân bay quốc tế Dhahran được xây dựng giữa Dhahran và Khobar nhằm liên kết khu vực với các nơi khác trong nước và với thế giới.

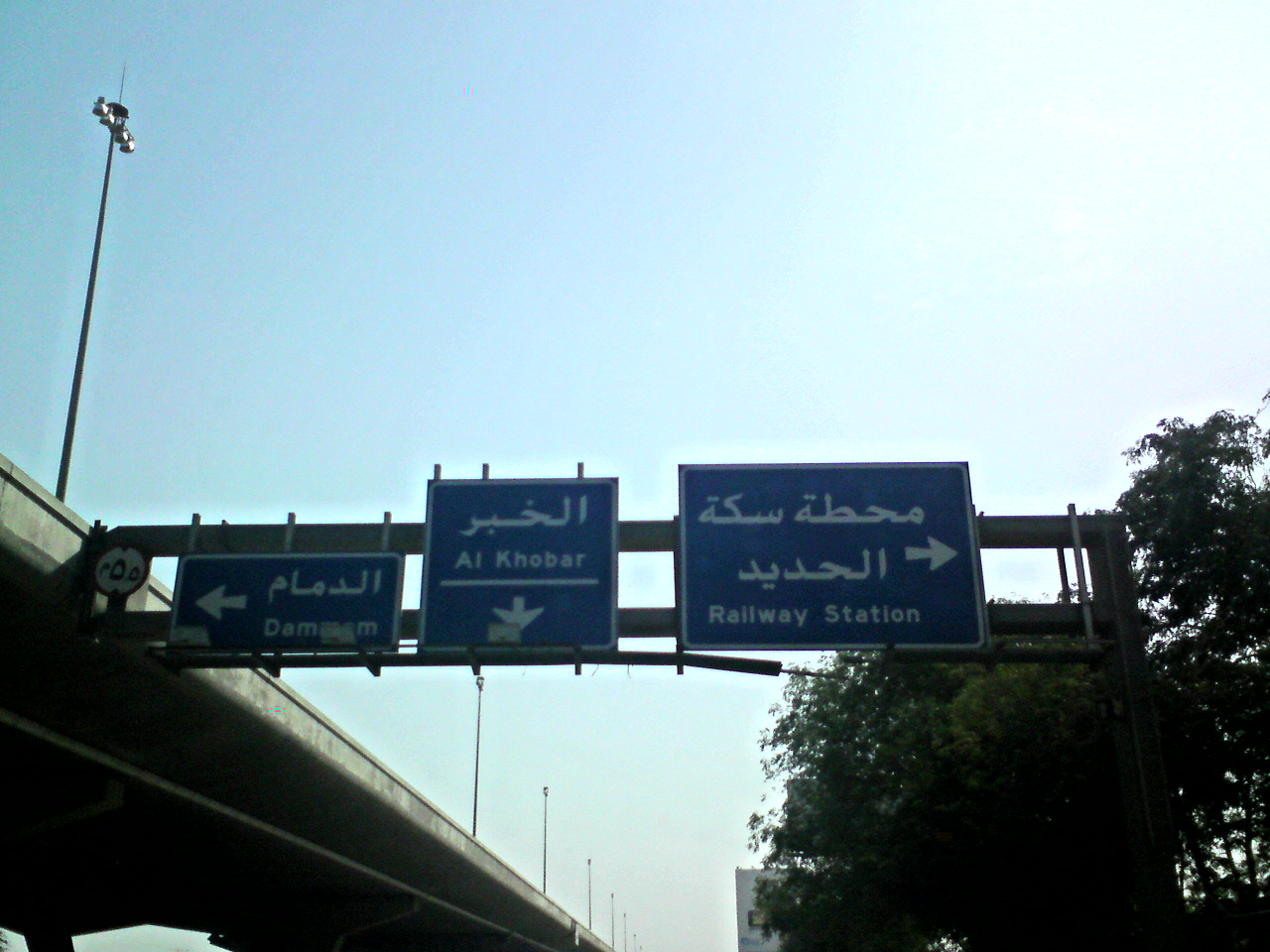
Đường từ Dammam đến Khobar

Nhằm khuyến khích các ngành công nghiệp ngoài dầu mỏ, một đô thị công nghiệp được hình thành tại không gian mở giữa ba thành phố. Tổ hợp công nghiệp này hiện có hơn 124 nhà máy, song hoàn toàn bị các khu đô thị bao vây. Do đó, một đô thị công nghiệp thứ nhì được thành lập ở xa vùng đô thị hơn, dọc tuyến đường cao tốc đến Riyadh. Thành phố công nghiệp thứ hai này có diện tích gần 24 km², có hàng trăm nhà máy sản xuất các mặt hàng tiêu dùng và công nghiệp đa dạng, được bán trên khắp vương quốc và xuất khẩu. Xử lý xuất nhập khẩu là lĩnh vực của các đại lý tàu biển và công ty thương mại nằm tại Dammam và Khobar, vì thế vùng Dammam không chỉ là nơi sản xuất và xuất khẩu dầu hoả cỡ lớn, mà còn là một trung tâm thương mại và vận chuyển.
Do sự phát triển khu vực, nên cần phải xây dựng một sân bay lớn hơn và hiện đại hơn để thay thế Sân bay quốc tế Dhahran vốn chật hẹp về không gian. Sân bay quốc tế Quốc vương Fahd nằm cách 20 km về phía tây bắc của Dammam không chỉ phục vụ vùng Dammam mà còn cho thành phố công nghiệp Jubail cách đó 60 km về phía bắc.
Vùng đô thị Dammam được xây dựng mới từ mặt bằng trống, được thiết kế từ ban đầu theo các nguyên tắc quy hoạch đô thị hiện đại. Các khu nhà ở nằm cách biệt với các khu thương nghiệp, đường phố rộng và thẳng, các toà nhà phù hợp với một kế hoạch tổng thể. Một trong các đặc điểm chính trong phát triển tại khu vực là cải tạo đất, những vùng nước nông rộng lớn của vịnh Ba Tư được lấp đi, trên đó xây nên các khách sạn và toà nhà văn phòng. Nguồn nước cho hộ gia đình, đô thị và công nghiệp được lấy từ các nhà máy khử mặn, nguồn nước là cơ sở cho phát triển đô thị và công nghiệp trong vùng.
Vùng Dammam phát triển thành nơi liên kết giữa Ả Rập Xê Út và thế giới bên ngoài, xuất khẩu sản phẩm của vương quốc và nhập khẩu những mặt hàng cần thiết, và phát triển mạnh về tương tác giữa Ả Rập Xê Út và các quốc gia khác.

## Khu phố
- Abdallah Al-Fouad
- Ad Dawaser
- Al Ada
- Al Ahmadiyyah
- Al Amamrah
- Al Amir Talaal
- Al Anoud
- Al Arifi
- Al Aziziyah
- Al Badee
- Al Badia
- Al Eskaan
- Al Faisaliah
- Al Hamra
- Al Itisalat
- Al Jalawi
- Al Jalawiyyah
- Al Jam'iyyin
- Al Khaleej
- Al Khalidiya Bắc
- Al Khalidiya Nam
- Al Khalidiyah Al Janubiah
- Al Khalidiyah Al Shamalia
- Al Marjan Island
- Al Mazroeiah
- Al Mohamadiah
- Al Mubarkiyyah
- Al Mutlaq
- Al Nakheel
- Al Naseriah
- Al Qazzaz
- Al Rakah al Shamalia
- Al Rabee
- Al Safa
- Al Shatie Al Garbi
- Al Shatie Al Sharqi
- Al Shiraa

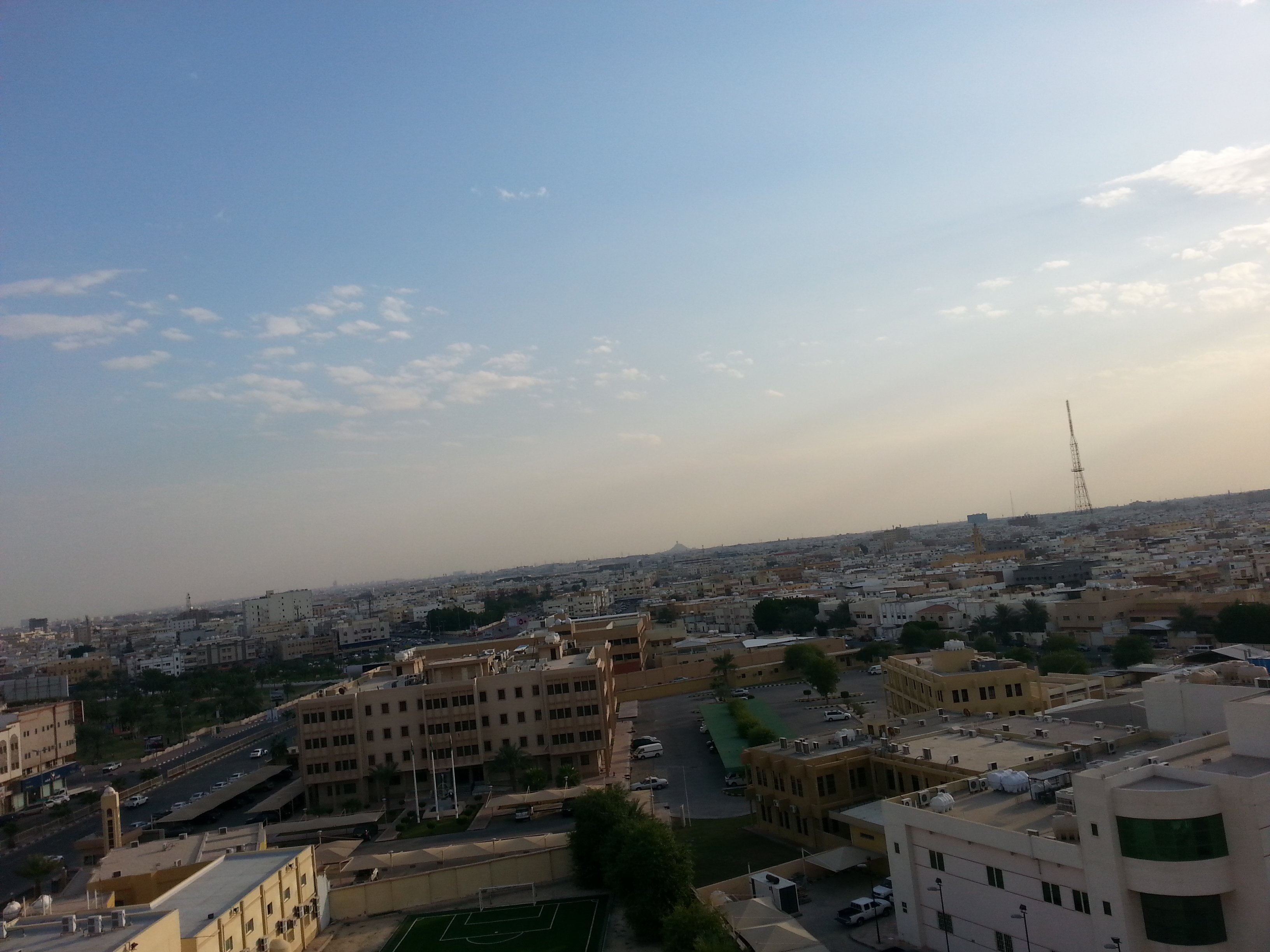
Khu vực Ghornata

- Các con trai của Al Souq /Al Souk Nasir سوق عيال ناصر
- Al Tubayshi
- Az Zuhur (حي الزهور)
- Al Wahah
- Area 91
- Ar Rayyan (حي الريان)
- An Nakhil
- Ash Shati
- Corniche
- Faisaliyat Ash Sharq
- Ghannam
- Ghurnata (Khu vực 75)
- Ibn Khaldoun
- Thành phố công nghiệp số 1
- Thành phố công nghiệp số 2
- Cảng Quốc vương Abdul Aziz
- Quận Quốc vương Fahd
- Muhammad bin Saud
- Muhammadiyah
- Madinat Al Ummal
- National Guard
- Qadisiyah
- Đảo Tarot Island
- Al Rayyan (Andalusia)
- Al-Manar
- Anoud
- Bader
- Dana (حي الدانة)
- Ether (الاثير)
- Faiha (حي الفيحاء)
- Flame (Alfajrip)
- Hussam
- Marina (Fanar)
- Nawras (Petromin)
- Palace
- Ulaymaniyah
- Yamama
- Safa
- Sayhat
- Zahra

## Khí hậu
Dammam có khí hậu hoang mạc nóng (BWh) theo phân loại khí hậu Köppen. Nhiệt độ mùa đông dao động từ dịu đến ấm, song thường xuyên giảm thấp xuống khoảng 8 °C vào một số ngày. Nhiệt độ mùa hè cực kỳ nóng, đây là đặc trưng của hầu hết Tây Á, nhiệt độ thường vượt 40 °C trong khoảng 5 tháng.
Mưa tại Dammam thường là rải rác, và thường xuất hiện với lượng nhỏ trong tháng 12. Tuy nhiên, một số cơn mưa vào mùa đông từng tương đối nặng hạt, dẫn đến úng ngập các đường phố. Ngoài ra, thành phố từng có một số trận mưa đá đáng nhớ. Giông mạnh cũng xuất hiện trong mùa đông, cơn giông vào tháng 12 năm 2008 là lớn nhất trong thời gian gần đây, có lượng mưa đạt khoảng 76 mm.
Một số sự kiện bất thường thường xảy ra trong năm, như các cơn bão bụi trong mùa hè đến từ các hoang mạc của bán đảo Ả Rập hoặc từ Bắc Phi.
Nhiệt độ cao kỷ lục là 50,3 °C vào ngày 20 tháng 6 năm 2010, còn nhiệt độ thấp kỷ lục là 0,8 °C vào ngày 16 tháng 11 năm 2008.
| Dữ liệu khí hậu của Dammam (1985–2010) | Dữ liệu khí hậu của Dammam (1985–2010) | Dữ liệu khí hậu của Dammam (1985–2010) | Dữ liệu khí hậu của Dammam (1985–2010) | Dữ liệu khí hậu của Dammam (1985–2010) | Dữ liệu khí hậu của Dammam (1985–2010) | Dữ liệu khí hậu của Dammam (1985–2010) | Dữ liệu khí hậu của Dammam (1985–2010) | Dữ liệu khí hậu của Dammam (1985–2010) | Dữ liệu khí hậu của Dammam (1985–2010) | Dữ liệu khí hậu của Dammam (1985–2010) | Dữ liệu khí hậu của Dammam (1985–2010) | Dữ liệu khí hậu của Dammam (1985–2010) | Dữ liệu khí hậu của Dammam (1985–2010) |
| Tháng                                  | 1                                      | 2                                      | 3                                      | 4                                      | 5                                      | 6                                      | 7                                      | 8                                      | 9                                      | 10                                     | 11                                     | 12                                     | Năm                                    |
| -------------------------------------- | -------------------------------------- | -------------------------------------- | -------------------------------------- | -------------------------------------- | -------------------------------------- | -------------------------------------- | -------------------------------------- | -------------------------------------- | -------------------------------------- | -------------------------------------- | -------------------------------------- | -------------------------------------- | -------------------------------------- |
| Cao kỉ lục °C (°F)                     | 31.3 (88.3)                            | 36.0 (96.8)                            | 40.0 (104.0)                           | 45.3 (113.5)                           | 48.0 (118.4)                           | 50.3 (122.5)                           | 50.0 (122.0)                           | 49.0 (120.2)                           | 46.4 (115.5)                           | 46.0 (114.8)                           | 39.3 (102.7)                           | 32.0 (89.6)                            | 50.3 (122.5)                           |
| Trung bình ngày tối đa °C (°F)         | 21.1 (70.0)                            | 23.9 (75.0)                            | 29.2 (84.6)                            | 34.5 (94.1)                            | 40.6 (105.1)                           | 43.6 (110.5)                           | 45.0 (113.0)                           | 44.7 (112.5)                           | 41.4 (106.5)                           | 37.6 (99.7)                            | 29.1 (84.4)                            | 23.2 (73.8)                            | 34.5 (94.1)                            |
| Trung bình ngày °C (°F)                | 14.8 (58.6)                            | 17.1 (62.8)                            | 21.5 (70.7)                            | 26.8 (80.2)                            | 32.5 (90.5)                            | 35.5 (95.9)                            | 36.8 (98.2)                            | 36.1 (97.0)                            | 32.8 (91.0)                            | 28.6 (83.5)                            | 22.0 (71.6)                            | 16.8 (62.2)                            | 26.8 (80.2)                            |
| Tối thiểu trung bình ngày °C (°F)      | 9.5 (49.1)                             | 11.4 (52.5)                            | 14.6 (58.3)                            | 19.9 (67.8)                            | 24.8 (76.6)                            | 27.5 (81.5)                            | 29.3 (84.7)                            | 28.8 (83.8)                            | 25.2 (77.4)                            | 21.2 (70.2)                            | 16.1 (61.0)                            | 11.5 (52.7)                            | 20.0 (68.0)                            |
| Thấp kỉ lục °C (°F)                    | 0.8 (33.4)                             | 4.0 (39.2)                             | 6.0 (42.8)                             | 13.0 (55.4)                            | 17.5 (63.5)                            | 21.3 (70.3)                            | 25.0 (77.0)                            | 19.0 (66.2)                            | 19.2 (66.6)                            | 16.5 (61.7)                            | 7.0 (44.6)                             | 1.8 (35.2)                             | 0.8 (33.4)                             |
| Lượng mưa trung bình mm (inches)       | 19.5 (0.77)                            | 6.7 (0.26)                             | 5.6 (0.22)                             | 11.3 (0.44)                            | 3.2 (0.13)                             | 0.0 (0.0)                              | 0.0 (0.0)                              | 0.0 (0.0)                              | 0.5 (0.02)                             | 0.1 (0.00)                             | 16.0 (0.63)                            | 23.0 (0.91)                            | 85.9 (3.38)                            |
| Số ngày mưa trung bình (≥ 0.1 mm)      | 9.3                                    | 4.5                                    | 6.0                                    | 6.7                                    | 0.8                                    | 0.0                                    | 0.0                                    | 0.0                                    | 0.0                                    | 0.2                                    | 4.7                                    | 6.6                                    | 38.8                                   |
| Độ ẩm tương đối trung bình (%)         | 59                                     | 54                                     | 41                                     | 36                                     | 26                                     | 20                                     | 23                                     | 34                                     | 37                                     | 48                                     | 53                                     | 59                                     | 41                                     |
| Nguồn: Jeddah Regional Climate Center  |                                        |                                        |                                        |                                        |                                        |                                        |                                        |                                        |                                        |                                        |                                        |                                        |                                        |

Tồn tại các bằng chứng về việc một số móng nhà và các hạ tầng ngầm tại Dammam bị suy yếu về cấu trúc do mực nước ngầm dâng cao. Nhiều nguyên nhân như lượng mưa, nước biển xâm nhập và rò rỉ từ mạng lưới ống nước ngầm và ống cống, được cho là góp phần làm tăng mực nước ngầm vốn đã nông tại thành phố. Một nghiên cứu vào năm 2016 cho thấy rằng rò rỉ từ các mạng lưới cung cấp nước uống và thu gom nước thải là nguyên nhân chính khiến mực nước ngầm gia tăng trong thành phố. Nghiên cứu cho thấy rằng đây là một mối đe doạ nghiêm trọng cho sự phát triển hiện tại và trong tương lai của thành phố.

## Giao thông

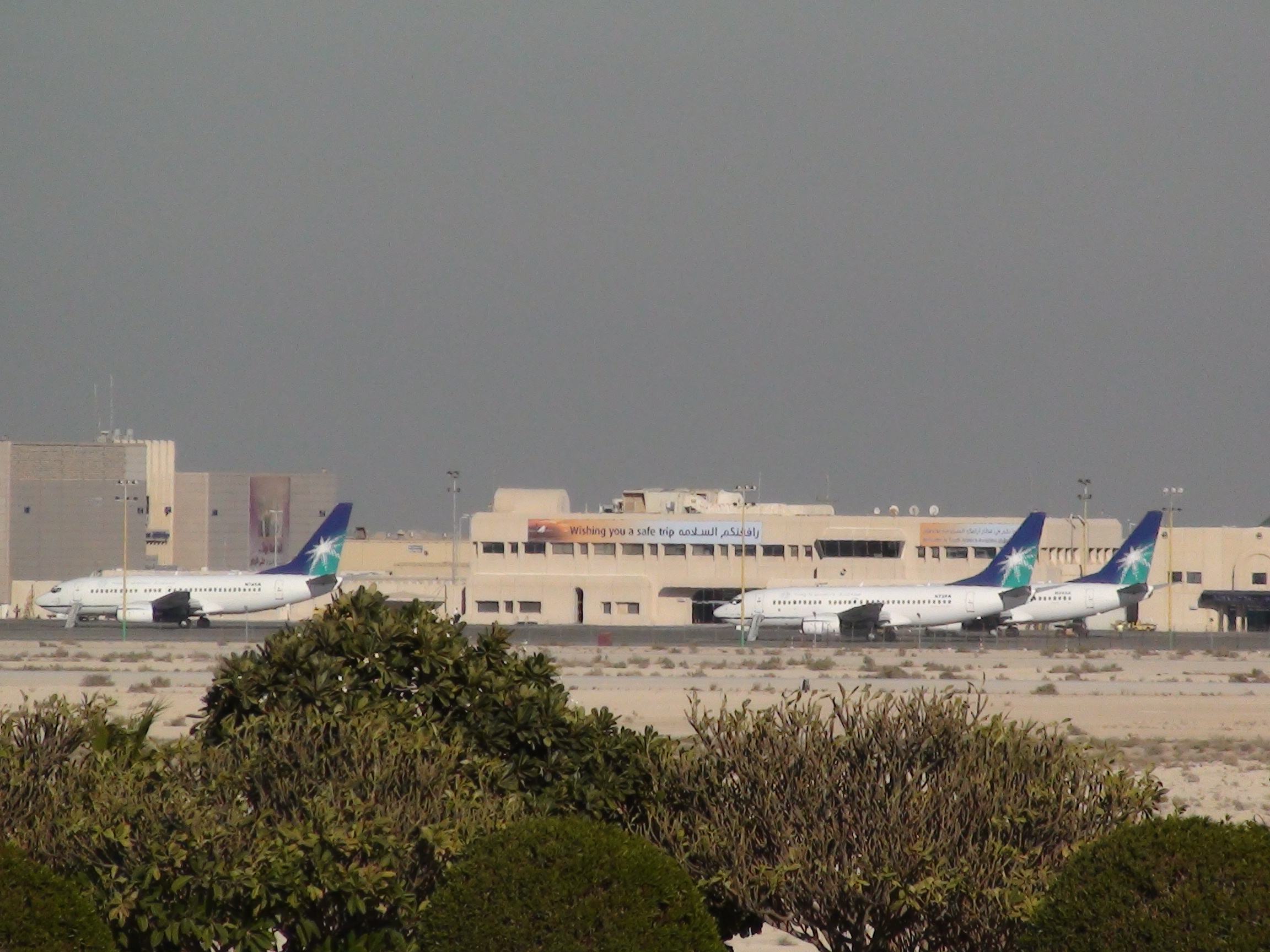
Máy bay của Saudi Aramco đỗ tại Sân bay quốc tế Quốc vương Fahd tại Dammam

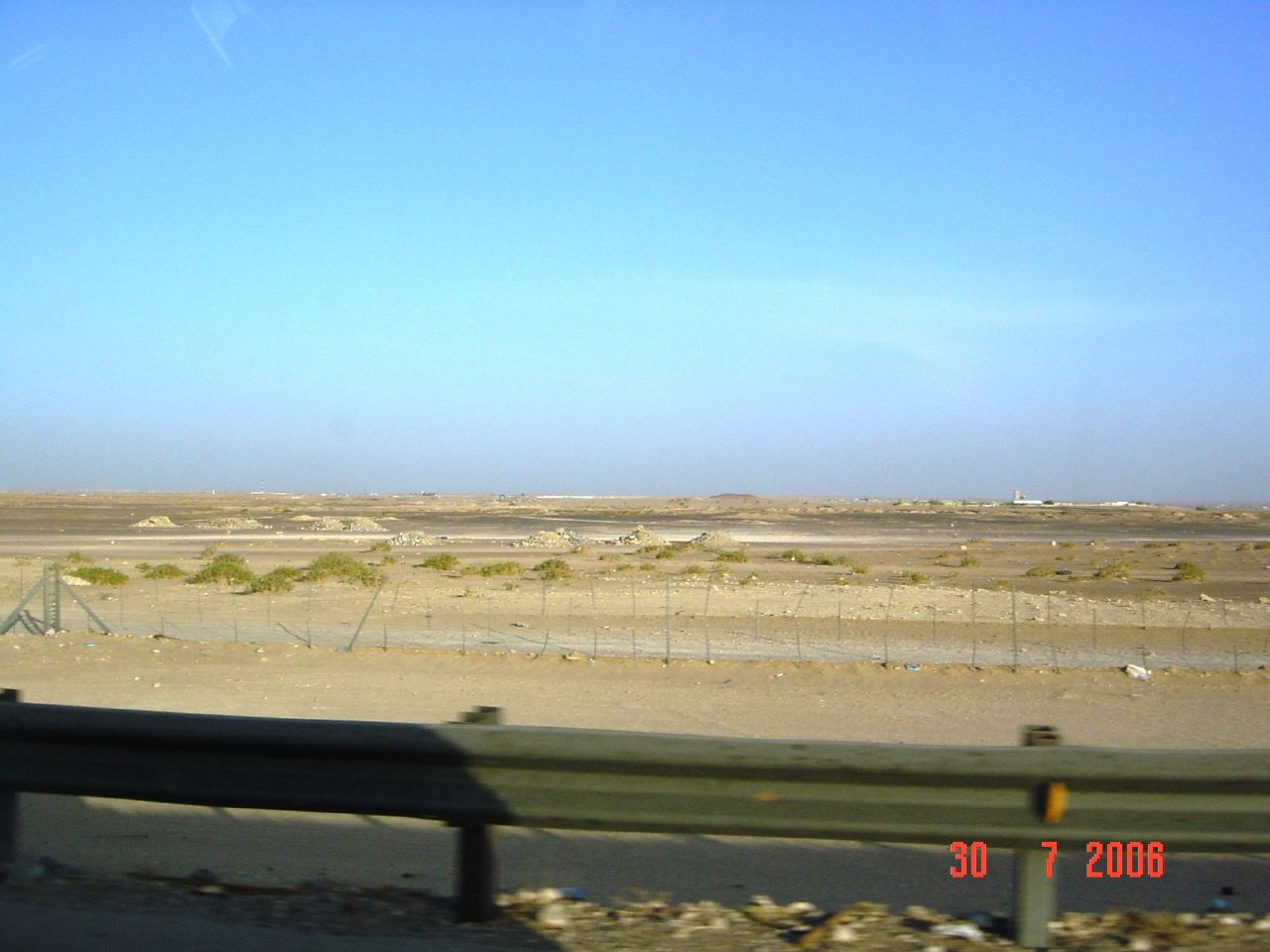
Đường tới Dammam

Dammam có Sân bay quốc tế Quốc vương Fahd, đây là sân bay có diện tích lớn nhất thế giới. Ga hành khách của sân bay nằm cách 20 km về phía tây bắc của thành phố, và được liên kết với nhau bằng một xa lộ 6 làn. Một số thành phố khác trong vùng Đông cũng sử dụng sân bay quốc tế này. Dammam được kết nối bằng đường hàng không với các thành phố khác tại Trung Đông, châu Á và châu Âu. Sân bay này là trung tâm của hãng SaudiGulf Airlines.
Cảng biển Quốc vương Abdul Aziz nằm trên bờ biển vịnh Ba Tư, đây là cảng lớn và nhộn nhịp thứ nhì tại Ả Rập Xê Út. Đây cũng là cảng lớn nhất trên vịnh Ba Tư. Cảng được hình thành vào cuối thập niên 1940. Cảng có thiết bị lớn cho phép tiếp nhận nhiều loại tàu. Ngoài ra, còn có một số bến bãi cho tàu hàng và tàu cá, cũng như xưởng sửa chữa tàu.
Dammam được nối với nhiều thành phố khác trong vùng Đông cũng như toàn quốc bằng các đường cao tốc tám làn, như Dhahran–Jubail, Dammam-Khobar, Gulf Road. Dammam được nối với thủ đô Riyadh và Jeddah trên bờ biển phía tây nhờ đường cao tốc số 40. Thành phố cũng được nối với Bahrain qua đường đắp cao Quốc vương Fahd dài 28 km. Dammam cũng có các đường cao tốc nối đến các quốc gia Trung Đông khác như Kuwait (đường cao tốc Abu Hadriyah), Oman, Qatar và Các Tiểu vương quốc Ả Rập Thống nhất. Dammam không có dịch vụ giao thông công cộng trong thành phố, dịch vụ xe khách liên thành phố từ Dammam nằm dưới quyền điều hành của Công ty Giao thông công cộng Ả Rập Xe Út (SAPTCO). Dịch vụ buýt nối Dammam với Khobar và các thành phố khác tại Trung Đông.
Dammam có trụ sở của Tổ chức Đường sắt Ả Rập Xê Út (SRO), một trong hai nhà khai thác đường sắt của quốc gia này. Ga hành khách tại Dammam là ga đường sắt đầu tiên tại Ả Rập Xê Út, được xây dựng vào năm 1981. Nó được cho là ga đầu cuối chính trong mạng lưới đường sắt Ả Rập Xê Út. SRO vận hành một tuyến chở khách dài 449 km nối Dammam đến Riyadh qua Hofuf và Abqaiq. Nó cũng khai thác một tuyến chở hàng dài 556 km bắt đầu tại cảng biển Quốc vương Abdul Aziz của Dammam và kết thúc tại một cảng cạn thuộc Riyadh, đi qua Hofuf, Abqaiq, Al-Kharj, Haradh và Al-Tawdhihiyah. Ngoài ra, khoảng 373 km các tuyến phụ của các tuyến chính thuộc SRO đã liên kết một số khu công nghiệp và nông nghiệp và các địa điểm quân sự với các cảng xuất khẩu và khu nhà ở.
Dammam sẽ có vai trò là một giao điểm quan trọng của tuyến Đường sắt vùng Vịnh trong tương lai, tuyến này sẽ liên kết toàn bộ sáu quốc gia thuộc Tổ chức Hợp tác vùng Vịnh. Thành phố nằm dọc tuyến chính nối Kuwait với Oman theo đề xuất, hai tuyến nhanh nối Bahrain và Qatar đến Dammam cũng nằm trong kế hoạch dự kiến. Ngoài ra, còn có đề xuất về các dự án đường sắt nhằm nối Dammam với Jeddah qua Riyadh và Mecca, và nối Dammam với Jubail.
Ngày 19 tháng 5 năm 2014, Hội đồng Bộ trưởng Ả Rập Xê Út phê chuẩn về một hệ thống giao thông công cộng tích hợp cho Dammam, và được công bố công khai. Kế hoạch này gồm có 50 km đường sắt nhẹ, 110 km tuyến xe buýt nhanh, và 350 km tuyến xe buýt nhánh để liên kết vùng ngoại vi của thành phố. Hệ thống đường sắt nhẹ sẽ có hai tuyến, tuyến thứ nhất sẽ nối đảo Tarout với đường đắp cao Quốc vương Fahd thông qua Qatif, Dammam và Dhahran. Tuyến thứ nhì nối đường Quốc vương Fahd tại Dammam đến Sân bay quốc tế Quốc vương Fahd. Dammam Metro được dự kiến khánh thành vào năm 2021.

## Nhân khẩu
Năm 1950, Dammam có 22.000 cư dân, đến năm 2000 thì con số này tăng lên 759.000 cư dân. Dammam là thành phố phát triển nhanh hàng đầu thế giới về tốc độ tăng dân số trong giai đoạn 50 năm này. Theo một báo cáo, dân số Dammam đạt 903.000 vào tháng 12 năm 2010, là thành phố đông dân thứ sáu tại Ả Rập Xê Út, và đông dân nhất tại vùng Đông.
Theo số liệu thống kê công bố vào năm 2011, tỷ lệ sở hữu nhà ở trong số công dân Ả Rập Xê Út tại Dammam là 42,4%.

## Ẩm thực

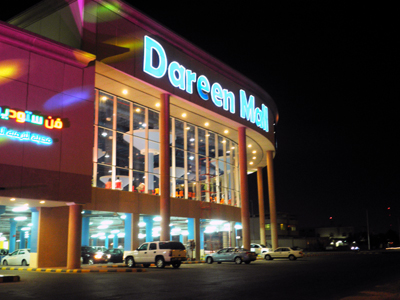
Khu mua sắm Dareen

Cư dân Dammam pha trộn nhiều dân tộc và quốc tịch khác nhau, điều này có tác động lớn đến ẩm thực truyền thống địa phương. Kabsa là món phổ biến của cư dân Dammam, chúng thường được làm bằng thịt gà thay vì thịt cừu non. Món Mandi có nguồn gốc từ Yemen cũng phổ biến cho bữa trưa. Ẩm thực Hejaz cũng được ưa thích, các món như Mabshoor, Mitabbak, Foul, Areika, Hareisa, Kabab Meiroo, Shorabah Hareira (súp Hareira), Migalgal, Madhbi (gà nướng trên đá), Madfun, Magloobah, Kibdah, Manzalah (thường ăn trong Eid ul-Fitr), Ma'asoob, Magliya (phiên bản Hejaz của Falafel), Saleeig, Hummus, Biryani, Ruz Kabli, Ruz Bukhari, Saiyadyia, hiện diện trong nhiều nhà hàng truyền thống trên khắp thành phố.
Các món thịt nướng được tiêu thụ tốt tại Dammam, như Shawarma, Kofta, và Kebab. Trong dịpRamadan, Sambousak và Ful là các món phổ biến nhất trong Dusk. Các món này hầu như đều có trong các nhà hàng Liban, Syria và Thổ Nhĩ Kỳ.
Đồ ăn quốc tế cũng phổ biến trong thành phố, chuỗi cử hàng đồ ăn nhanh Philippines như Jollibee và của Mỹ như Pizza Hut, McDonald's, Burger King, Domino's Pizza và KFC, được phân bổ rộng rãi tại Dammam, ngoài ra còn có các chuỗi cửa hàng cao cấp như Chili's, Applebee's và TGI Friday's. Do có nhiều công nhân ngoại quốc trong thành phố, nên đồ ăn châu Á như Ấn Độ, Philippines, Trung Quốc, Indonesia, Pakistan cũng phổ biến. Các nhà hàng Âu như Ý và Pháp cũng xuất hiện khắp thành phố.
Ngoài ra còn có các chuỗi đồ ăn nhanh địa phương như Abu Nawas (chủ yếu phục vụ gà rán), Fillfilah và các món khác.

## Thể thao
Bóng đá là môn thể thao quốc gia của Ả Rập Xê Út, và cũng là môn được ưa thích nhất tại Dammam. Sân vận động Hoàng tử Mohamed bin Fahd là địa điểm tổ chức bóng đá chính tại thành phố. Đây là sân nhà của câu lạc bộ bóng đá Ettifaq thuộc giải hạng Nhất của Ả Rập Xê Út, và của câu lạc bộ Al-Nahda thuộc giải hạng Nhì. Các môn thể theo phổ biến khác gồm có bóng rổ, đua xe đạp, bi-a, giày trượt, lặn biển, lướt ván buồm, thuyền buồm, câu cá, cầu lông và quần vợt. Các môn thể thao truyền thông hơn như đua lạc đà và chơi chim ưng vẫn được tiến hành. Cricket phổ biến trong các cộng đồng ngoại kiều Nam Á sống tại thành phố. Khu mua sắm Shatea có một sân trượt băng trong nhà.